# Xarion
Xarion is een computerspel voor de Commodore 64. Het spel werd uitgebracht in 1988 en is van het type Shoot 'em up. Het spel is Engelstalig en geschikt voor één of twee personen tegelijkertijd.